# Antoine de Boismenu
 (mai 2019).
 (mai 2019).
Antoine de Boismenu (né le 24 juillet 1968 à Reims) est agriculteur dans le Puy-de-Dôme, écrivain, militant de la cause agricole et du monde rural et investi dans le développement local (président de la Maison de la Fourme d'Ambert, fondateur et président du Site remarquable du Goût : "Pays d'Ambert, Berceau de la Fourme d'Ambert").

## Carrière paysanne
Depuis le début de l'année 2007, il est paysan à Valcivières, associé en GAEC avec un frère et une sœur au sein de la Ferme des Supeyres. Cette exploitation produit du fromage fermier (fourme d'Ambert et tomme de montagne) vendu en direct et de la viande de vaches de Salers. La fourme produite bénéficie du label AOP Fourme d'Ambert depuis le début de l'année 2011.
Il est décoré du Mérite agricole : chevalier du 14 juillet 2004 et officier du 1er janvier 2010.
Depuis mars 2010, il assume la présidence de l'association Fromages & Patrimoine qui gère la Maison de la Fourme d'Ambert. En 2013, il obtient la création du site remarquable du Goût "Pays d'Ambert : berceau de la Fourme d'Ambert"  qu'il préside depuis. En 2014, il lance la Fête de l'Estive et des Jasseries au col des Supeyres. Désormais régulièrement, au début du mois de juin, des centaines de personnes accompagnent des vaches Salers vers les pâturages d'estive des Halles Basses, dans le cadre de cette fête rurale qui se tient tous les 2 ans.[réf. nécessaire]

## Diplômes
- BEPA élevage (juin 2007)
- Diplôme d'études supérieures spécialisées en droit de l’agriculture (Université de Paris I - 1991)
- maîtrise en droit privé (Université de Caen, 1990)
- Ancien auditeur de l'Institut des hautes études de développement et d'aménagement du territoire (IHEDAT), promotion inaugurale 2000.

## Carrière professionnelle
(mai 2019).
Avant de devenir agriculteur, A. de Boismenu a eu une carrière d'une douzaine d'années dans les organisations professionnelles agricoles parisiennes : après avoir été directeur du Directeur du Centre national des Jeunes Agriculteurs (CNJA), syndicat professionnel agricole, il a été nommé Secrétaire fédéral à la Fédération nationale du Crédit agricole et responsable des relations avec le Parlement du Groupe Crédit agricole mutuel. Il a ensuite pris les fonctions de Directeur général de la Fédération nationale des Safer (Sociétés d’aménagement foncier et d’établissement rural), où il s'est particulièrement investi sur les questions relatives à la protection des paysages ruraux, mettant en cause l'artificialisation des terres agricoles. Il a rédigé un livre blanc sur ce thème puis lancé un manifeste pour la protection des Paysages, signé à l'Assemblée nationale en février 2006 par plus de 250 associations ; ce manifeste a débouché sur des États généraux du paysages qui se sont tenus au Conseil économique, social et environnemental le 8 février 2007.

## Principaux articles et ouvrages
- "L’agriculture a 7000 ans… devant elle ! "  172 pages, Editions ADN Europe - mai 2007
- "La fin des Paysages ? Livre blanc pour une gestion ménagère des espaces ruraux" 50 pages, Editions FNSafer - octobre 2004
- "Les enjeux fonciers et les Safer aujourd'hui "  revue Paysans – no 288 novembre 2004
- "L’agriculture a-t-elle un avenir ?", Conflits Actuels, revue d’étude politique - hiver-printemps 2002
- "Agriculture et pérennité des valeurs", Conflits Actuels, - printemps 1999